# Odixia achlaena
Odixia achlaena là một loài thực vật có hoa trong họ Cúc. Loài này được (D.I.Morris) Orchard mô tả khoa học đầu tiên.